# Betty Marsden
Beatrice „Betty” Marsden (West Derby, Liverpool, Egyesült Királyság, 1919. február 24. – London, 1998. július 18.) brit (angol) filmszínésznő, komika. A Folytassa-sorozatban alakított szerepei mellett más angol vígjátékokból ismert, a kortársak rádiós sorozatokban, hangoskönyvekben hallhatták, színpadi drámákban, vígjátékokban, musicalekben és zenés revüműsorokban láthatták.

## Élete

### Származása, pályakezdése
Liverpool elővárosában, West Derbyben született, egyszerű családban. Szegénységben nőtt fel Somersetben. Hatéves korában iskolai zenetanára ismerte fel előadói tehetségét, és segítette továbbtanulását. 
11 évesen a Szentivánéji álom iskolai előadásán az „első tündér” szerepét játszotta. Egy évvel később Londonban, a Victoria Palace-ban szerepelt, a Windmill Man című zenés mesedarabban, a „herceg” szerepében. Hat éves ösztöndíjat szerzett Italia Conti (1873–1946) színiiskolájában. A londoni West Enden debütált 1935-ben, a Closing at Sunrise című zenés darabban.
A második világháború éveiben a hadsereg kulturális szórakoztató szervezetének (Entertainments National Service Association, ENSA) tagjaként a katonáknak rendezett előadáson énekelt és szavalt. 
Egy edinburgh-i fellépés alkalmával ismerte meg Dr Jimmy Wilson Muggoch katonaorvost, akihez feleségül ment.

### Pályája
Színpadi karrierre vágyott, elsősorban klasszikus szerepeket keresett. Szórakoztató, nevettető komédiás tehetségét azonban jobban keresték, és elsősorban komika szerepekre hívták. Az 1950-es években számtalan revüelőadásban szerepelt, többek között az Edinburghi Fesztiválon, a londoni West End színpadjain (abban az időben ő volt Pán Péter legfiatalabb alakítója). Stanley Baxter mellett szerepelt a Brighter Side c. nagyrevüben.
Legnagyobb sikereit rádiós komikaként aratta. 1958-tól Kenneth Horne és Kenneth Williams mellett játszott a Beyond Our Ken és a Round the Horne rádiós szórakoztató műsorokban. A jelenetek többségét Barry Took és Marty Feldman írták. A beszélő nevű női karakterek, akik az ő hangján szólaltak meg a rádióban, máig népszerűek angolszász nyelvterületen (Daphne Whitethigh, Fanny Haddock, Dame Celia Volestrangler vagy Lady Beatrice Counterblast). Kenneth Horne 1969-ben bekövetkezett halála után ezeket a rádióműsorokat leállították.
Az 1950-es évek végétől egyre több filmvígjátéki szerepet kapott, sok más mellett 1961-ben ő volt Mata Hari a  Folytassa tekintet nélkül!-ben, majd 1969-ben egy vihogó, zsarnoki feleség a Folytassa a kempingezést!-ben.  Magyar szinkronhangját Andresz Kati, Tóth Judit és Vándor Éva adta.
Az 1970-es évektől Marsden ismét színpadi szerepeket keresett. 1975-ben szerepelt a P. G. Wodehouse: Gáz van, Jeeves! (The Code of the Woosters) című vígjátékából írt By Jeeves című Andrew Lloyd Webber-musicalben, mint „Dahlia néni”. Szerepét azonban a megnyitó előtt kivették a darabból.

Játszotta Lady Bracknellt Oscar Wilde Bunbury – avagy jó, ha szilárd az ember c. vígjátékában, Marthát Edward Albees Nem félünk a farkastól c. drámájában, és (halála előtt néhány hónappal) a londoni Royal National Theatre-ban még fellépett egy Pán Péter-előadásban is.
Hű maradt a rádióhoz is, műsorvezetőként is, és hangjátékok, később hangoskönyvek szereplőjeként is. Utolsó hangfelvételét C.S. Lewis: Narnia krónikái c. regényének hangoskönyv-változatát 1988 júliusában készítette a BBC.
Utolsó éveiben egészsége megromlott, szív- és tüdőproblémákkal küzdött, több szívinfarktust szerencsésen túlélt. Hirtelen szívrohamban halt meg, Northwoodban (északnyugat-Londonban), egy színészotthonban, baráti társasága körében, 1998. július 18-án, 79 évesen.

## Főbb filmszerepei
- 1937: The Rat, Zelia szobalánya (Beatrice Marsden néven)
- 1950: Az éjszaka és a város (Night and the City), több kis névtelen szerep
- 1956: I’m Not Bothered, tévésorozat, Dolly Binns
- 1961: Folytassa tekintet nélkül! (Carry on Regardless ), Mata Hari
- 1964: A bőrkabátos fiúk (The Leather Boys), Dot anyja
- 1965: The Wild Affair, Mavis Cook
- 1969: Folytassa a kempingezést! (Carry On Camping), Mrs. Harriet Potter
- 1969: A legjobb ház Londonban (The Best House in London), Felicity
- 1970: A szemtanú (Eyewitness), Madame Robiac
- 1971: The More We Are Together, tévésorozat, Norma Dunk
- 1982: Britannia gyógyintézet (Britannia Hospital), Hermione
- 1983: Az öltöztető (The Dresser), Violet Manning
- 1986: Anasztázia (Anastasia: The Mystery of Anna), tévé-minisorozat, Trubeckaja hercegnő
- 1987: French és Saunders (French and Saunders), tévésorozat, a Madame
- 1987: Kis Dorrit (Little Dorrit), Mrs. Phoebe Barnacle
- 1992: Baleseti sebészet (Casualty), Naomi Blewett
- 1993: Maigret, tévésorozat, Maigret és a gyerekkori barát c. rész, házmesterné (concierge)
- 1994: Sherlock Holmes emlékiratai (The Memoirs of Sherlock Holmes), tévé-minisorozat, A vörös kör c. rész, Mrs Warren

## További információ
- Betty Marsden az Internetes Szinkronadatbázisban (magyarul)
- Betty Marsden az Internet Movie Database-ben (angolul)
- Betty Marsden a Rotten Tomatoeson (angolul)
- Betty Marsden az AlloCiné weboldalán (franciául)
- Betty Marsden Profile. Famousfix.com. (Hozzáférés: 2023. január 18.)
- ↑ AndrewRoss:  Andrew Ross. Carry On Actors: The Complete Who’s Who of the Film Series (angol nyelven). Fantom Publishing (2015). ISBN 1-906358-95-8